# Intercontinentale raket

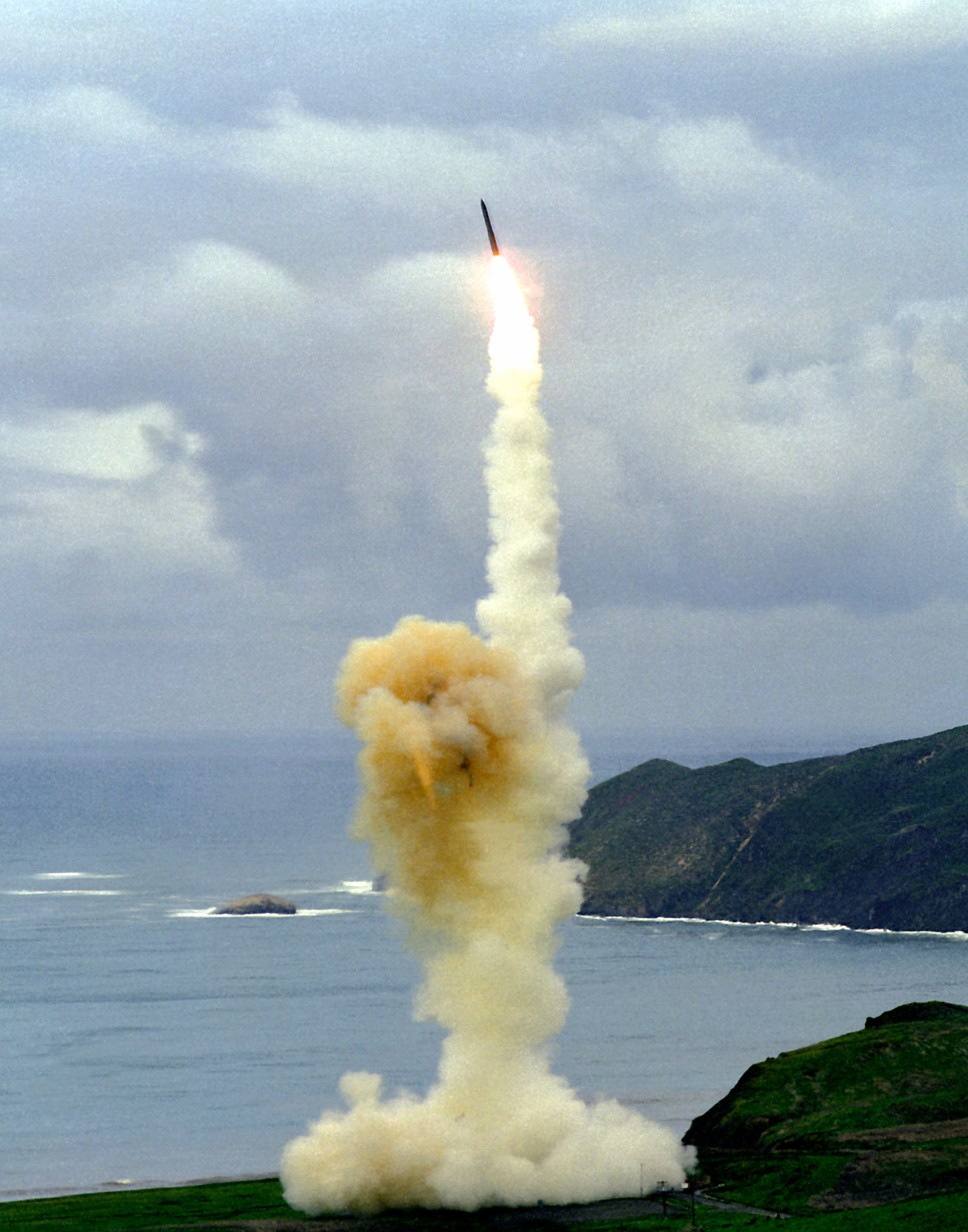
Een Minuteman III-raket na een testlancering

Een intercontinentale raket of langeafstandsraket (Engels: intercontinental ballistic missile, ICBM; letterlijk: intercontinentale ballistische raket), is een ballistische raket voor het afleggen van zeer grote afstanden via een suborbitale ruimtevlucht, over het algemeen voor het bij het doel brengen van kernwapens. Ze zijn zo krachtig dat de wapens vaak geassocieerd worden met een apocalyptische kernoorlog.
Een ICBM in engere zin wordt vanaf de grond gelanceerd. Daarnaast is er de Submarine-Launched Ballistic Missile (SLBM), een door een strategische raket-onderzeeboot (SSBN) gelanceerde raket, zoals de Trident.
ICBM's verschillen van andere ballistische raketten omdat ze een groter bereik en snelheid hebben: deze andere zijn middellangeafstandsraketten (IRBM's) en korteafstandsraketten. Raketten indelen in afstandsklassen is enigszins willekeurig; exacte grenzen tussen verschillende klassen worden alleen gehanteerd in het kader van een bepaalde afgesproken standaard.
De volgende landen hebben op dit moment ICBM-systemen: Rusland, de Verenigde Staten, Frankrijk, het Verenigd Koninkrijk, Noord-Korea en China. India en Pakistan hebben middellangeafstandsraketten maar zijn bezig met het ontwikkelen van ICBM's. Van Noord-Korea werd gedacht dat zij een ICBM aan het ontwikkelen zijn; twee tests van iets verschillende ontwerpraketten in 1998 en 2006 waren weinig succesvol. Op 4 juli 2017 en 28 juli 2017 werd met succes de Hwasong-14 gelanceerd en kan aangenomen worden dat ook Noord-Korea over een ICBM beschikt.
De vluchtfasen zijn lancering, midcourse en binnenkomst in de atmosfeer. De kernkop komt aan met een snelheid van ongeveer 6,7 km/s.
In 2002 tekenden de Verenigde Staten en Rusland het SORT-verdrag tot vermindering van hun voorraad ICBM's tot 2200 stuks.

## Hergebruik
Meerdere types ICBM’s zijn na buitengebruikstelling omgebouwd tot draagraket voor de ruimtevaart.
Bekende voorbeelden hiervan zijn:
- SM65 Atlas, omgebouwd tot diverse Atlas-draagraketten voor vreedzaam gebruik.
- LGM-25c Titan II, omgebouwd tot Titan GLV (Gemini Launch Vehicle) en later Titan 23G.
- LGM-30 Minuteman en LGM-118 Peacekeeper werden omgebouwd tot diverse types Minotaur-raketten.
- R36 (NAVO-codenaam SS-18 Satan) werd omgebouwd tot Dnepr en ook Tsyklon-raketten waren omgebouwde R36.
- UR100N (NAVO-codenaam SS-19 Stiletto) werd omgebouwd tot Rokot en Strela.